# Ibrahima Soumah (Diplomat)
Alhaji Ibrahima Soumah (* um 1934; † 15. April 2002 in Rabat) war ein guineischer Diplomat.
Soumah war als guineischer Botschafter nach Marokko akkreditiert, nach einer Pressemeldung stammte er aus Mali.

## Familie
Soumah war mit der Marokkanerin Rhimou el Hassady Soumah (um 1948–2011) verheiratet. Seine Tochter Zineb (* 1977) heiratete 1998 den gambischen Staatspräsidenten Yahya Jammeh.